# Вікторія та Абдул
«Вікторія та Абдул» (англ. Victoria and Abdul) — британський кінофільм режисера Стівена Фрірза за однойменним романом письменниці Шрабані Басу. Світова прем'єра запланована на 15 вересня 2017 року.

## Сюжет
Зійшовши на престол у віці 18-ти років, Вікторія стала королевою Великої Британії та Ірландії, а пізніше — і імператрицею Індії. Серед незліченних підданих корони був красень Абдул Карім. Він стає другом Її Величності, і зруйнувати цю дружбу хоче все внутрішнє оточення королеви. Йому заздрять, проти нього плетуть інтриги, а їхні відносини з королевою обговорювали не тільки в Англії, але й у всьому світі.

## У ролях
- Джуді Денч — Королева Вікторія
- Алі Фазал — Абдул Карім
- Аділь Ахтар — Мухаммед
- Саймон Келлоу
- Майкл Гембон — Лорд Солсбері
- Едді Іззард — Принц Уельський
- Рут МакКейб
- Тім Піготт-Сміт
- Джуліан Уедем
- Олівія Вільямс — Баронеса Черчилль

- Фенелла Вулгар — Міс Філліпс

## Виробництво
17 червня 2016 року стало відомо, що Джуді Денч знову зіграє роль королеви Вікторії (вперше актриса увійшла в образ королеви у фільмі 1997 року «Її величність Місіс Браун») в екранізації роману Шрабані Басу «Вікторія та Абдул». Режисером став Стівен Фрірз. У серпні 2016 року до акторського складу приєднався Алі Фазал, якому дісталася роль Абдула Каріма. Також стало відомо, що продюсерами фільму виступлять компанії Working Title Films і BBC Films, а співфінансуванням будуть займатися BBC і Focus Features. Міжнародний прокат взяла на себе компанія Universal Pictures International. Сценарій фільму написав Лі Хол, продюсерами стали Біба Кидрон, Трейсі Сіуорд, Тім Беван і Ерік Феллнер, а список акторів поповнили Едді Іззард, Майкл Гембон, Тім Пиготт-Сміт і Аділь Ахтар.
Знімання фільму почалися 15 вересня 2016 року в Осборн-гаус на острові Вайт в Англії.

## Нагороди та номінації
| Список нагород та номінацій | Список нагород та номінацій | Список нагород та номінацій               | Список нагород та номінацій  | Список нагород та номінацій | Список нагород та номінацій |
| Кінофестиваль/Кінопремія    | Рік                         | Категорія                                 | Номінант(и)                  | Результат                   | Дж                          |
| --------------------------- | --------------------------- | ----------------------------------------- | ---------------------------- | --------------------------- | --------------------------- |
| Премія «Золотий глобус»     | 7.01.2018                   | Найкраща жіноча роль (комедія або мюзикл) | Джуді Денч                   | Номінація                   | [ 3 ] [ 4 ]                 |
| Премія «Оскар»              | 4.03.2018                   | Найкращий дизайн костюмів                 | Консолата Бойл               | Номінація                   | [ 5 ]                       |
| Премія «Оскар»              | 4.03.2018                   | Найкращий грим та зачіски                 | Деніел Філліпс та Лу Шеппард | Номінація                   | [ 5 ]                       |
| Європейський кіноприз       | 15.12.2018                  | Приз глядацьких симпатій                  | Вікторія та Абдул            | Номінація                   | [ 6 ]                       |